# Bisdom Daloa
Het bisdom Daloa (Latijn: Dioecesis Daloaensis) is een rooms-katholiek bisdom met als zetel Daloa in Ivoorkust. Het is een suffragaan bisdom van het aartsbisdom Gagnoa. 
In 1940 werd het apostolisch vicariaat Sassandra opgericht. Hieruit is in 1955 het bisdom Daloa ontstaan.
In 2019 telde het bisdom 40 parochies. Sinds 2021 telt het 42 parochies. Het heeft een oppervlakte van 22.637 km² en telde in 2019 1.790.000 inwoners waarvan 15,9% rooms-katholiek was. 

## Bisschoppen
De eerste bisschoppen waren Franse paters van de Sociëteit voor Afrikaanse Missiën.
- Alphonse Kirmann, S.M.A. (1940-1955)
- Jean Etrillard, S.M.A. (1956)
- Pierre-Eugène Rouanet, S.M.A. (1956-1975)
- Pierre-Marie Coty (1975-2005)
- Maurice Konan Kouassi (2005-2018)
- Marcellin Yao Kouadio (2018-)

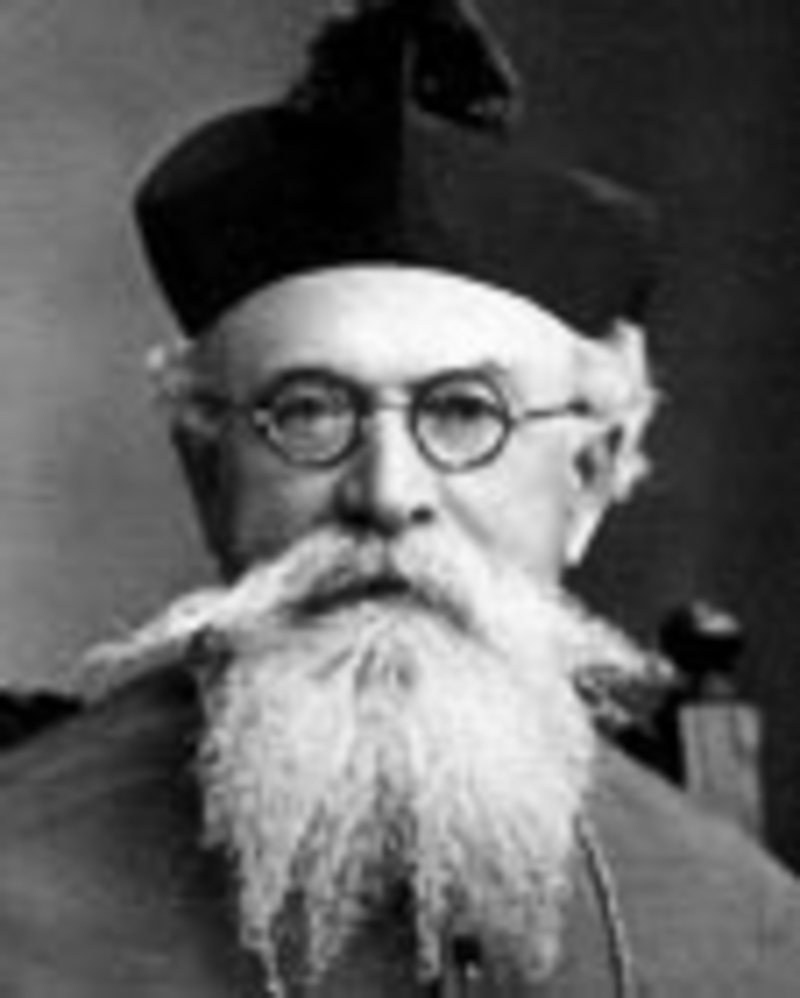
De eerste bisschop, Alphonse Kirmann